# Burg Lengenfeld
Die Burg Lengenfeld ist die Ruine einer Spornburg 2400 Meter südwestlich der Kirche von Hausen im Tal, einem Ortsteil der Gemeinde Beuron im Landkreis Sigmaringen in Baden-Württemberg.

## Geographische Lage

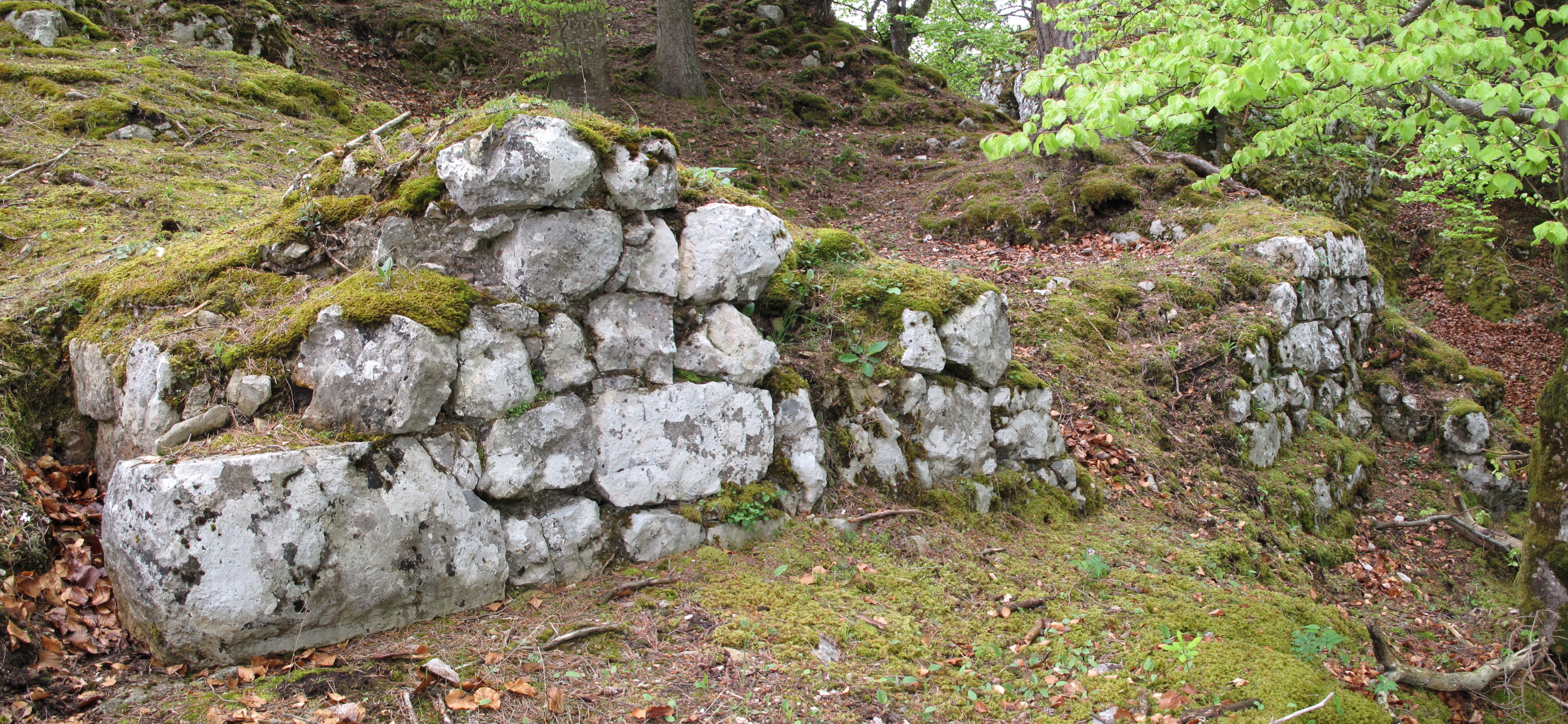
Westliche Mauerreste des vermuteten Wohnturms

Die Ruinenreste der Burg liegen auf einer steilen Felsklippe bei 770 m ü. NN, etwa 175 Höhenmeter über der Donau und unmittelbar gegenüber dem Schloss Werenwag.

## Geschichte
Von der im 12. Jahrhundert erbauten Burg ist nichts bekannt. Ein Zusammenhang mit der südlich auf der Albhochfläche liegenden Ortschaft Lengenfeld wird vermutet. Von der ehemaligen Burganlage sind nur wenige Mauerreste erhalten.

## Beschreibung
Ein vorgelagerter Felsgraben trennt das ehemalige Burgareal von der Hochebene. Dahinter folgt eine kleinere Fläche, als möglicher Standort einer Vorburg. Die, mit ca. 16 × 16 Meter Grundfläche, sehr kleine Kernburg wird von einem weiteren, wenig breiten und langen Halsgraben abgeschirmt. Die geringen Mauerreste innerhalb der Kernburg lassen auf einen wohnturmartigen Bau (Donjon) – Mauerstärken bis 1,50 m – sowie ein Tor schließen. Es überwiegt Kleinquadermauerwerk, größere Quader finden sich in der, vom Tal her einsehbaren, Nordwestecke. Bemerkenswert ist ein gerundeter Eckquader (70 × 33 × 40 Zentimeter) der Nordwestecke des Donjon.
Da auf dem schmalen, zur Talkante hin abfallenden Felskamm die Lage von Wirtschaftsgebäuden wenig wahrscheinlich ist, könnten diese auf der sich im Vorfeld des Burgfelsens auffächernden Hochfläche zu verorten sein.